# Christine Borland
Christine Borland (* 1965 in Darvel, East Ayrshire, Schottland) ist eine schottische Künstlerin und Hochschullehrerin. Sie ist Professorin für Kunst an der Northumbria University und wurde 1997 für den Turner Prize nominiert.

## Leben
Borland studierte von 1983 bis 1987 Environmental Art an der Glasgow School of Art, wo sie ihren Bachelor of Arts (Hons) erhielt und erwarb 1988 ihren Master of Fine Art an der University of Ulster. Von 1989 bis 1991 war sie Mitglied des Künstlerkomitees der Transmission Gallery in Glasgow.
Von 2000 bis 2011 war sie Academic Researcher an der Glasgow School of Art und anschließend bis 2016 BALTIC Professor of Contemporary Art an der BALTIC & Northumbria University in Newcastle. 2016 wurde sie Professor of Fine Art an der Northumbria University.
Als Honorary Professor war sie gleichzeitig von 2010 bis 2013 am Peninsula College of Medicine & Dentistry, an der University of Exeter und der University of Plymouth tätig und war 2011 Medical Humanities Research Fellow an der School of Medicine der Glasgow University.

## Künstlerische Werke
Borland arbeitet mit einer Vielzahl von Materialien, darunter Glas, Porzellan, Stoff und Bronze. Mehrere frühe Arbeiten bezogen sich auf die Forensik und die Techniken zur Aufklärung von Verbrechen, die aus zahlreichen Fernsehserien bekannt sind. Andere Arbeiten entstanden in direkter Zusammenarbeit und Diskussionen mit Spezialisten für Humangenetik und anderen verwandten Studienbereichen.
Ausgangspunkt ihrer ersten Einzelausstellung From Life im Jahr 1994 in Glasgows Tramway war der Kauf eines menschlichen Skeletts über einen Versandkatalog für medizinisches Lehrmaterial. Anschließend konsultierte sie verschiedene Experten, um die Identität des Exemplars und die Auswirkungen der Alterungsprozesse zu untersuchen. Die Ausstellung umfasste sowohl das Originalskelett als auch eine klassische Porträtbüste aus Bronze, die auf dem Verfahren der Gesichtsrekonstruktion basierte. Das Verfahren war ein Versuch, das anonyme Studienobjekt wieder als einen spezifischen, individuellen Menschen zu verstehen.
Ihr Werk L’Homme Double, wurde erstmals 1997 ausgestellt. Borland bat sechs verschiedene Bildhauer, eine Porträtbüste aus Ton von Josef Mengele, bekannt als „Engel des Todes“, anzufertigen. Borland versorgte jeden der sechs Künstler mit genau denselben Informationen, auf denen ihre Porträts basieren sollten: zwei Schwarzweiß-Porträtfotos und einige kurze Beschreibungen von Mengeles Aussehen. Die Porträtbüsten sind alle unterschiedlich und werden auf einem einfachen Holzrahmen präsentiert.
Seitdem entwickelte sie, oft in Absprache mit Experten in wissenschaftlichen und medizinischen Einrichtungen sowie in Museen, Sammlungen und Archiven, Arbeiten, um unsichtbare, oft diskreditierte Praktiken und verborgene Erzählungen zugänglich zu machen.

## Auszeichnungen
- 2016: Ehrendoktorwürde der Glasgow School of Art/University of Glasgow
- 2020: Fellow der Royal Society of Edinburgh (FRSE)

## Einzelausstellungen, Projekte und Aufträge
- 1994: From Life, Tramway, Glasgow
- 1995: Inside Pocket, The British Council Gallery, Prag
- 1996: Second Class Male, Second Class Female, Sean Kelly Gallery, New York City
- 1996: From Life, Kunstwerke, Berlin
- 1996: Christine Borland, Galerie Eigen + Art, Leipzig
- 1996: To Dust We Will Return (Part of Sawn-Off), Gallery Enkehuset, Stockholm
- 1997: Turner Prize Exhibition, Tate Gallery, London
- 1997: Christine Borland, Galerie d’Eole, Frac Languedoc-Roussillon, Montpellier
- 1997: Christine Borland, Lisson Gallery, London
- 1997: The Dead Teach the Living, Skulpturen Projekte III, Münster[1]
- 1998: Christine Borland, De Appel, Amsterdam; Fundação Serralves, Lissabon; Museum für Gegenwartskunst, Zürich
- 1998: Conservatory, Galerie cent 8, Paris
- 1998: Homely double, Århus Kunstmuseum, Aarhus
- 1999: Christine Borland, Museum für Gegenwartskunst, Zürich[2]
- 1999: Foundation Serralves, Porto
- 1999: What makes for the fullness and perfection of life, for beauty and happiness, is good. What makes for death, disease, imperfection, suffering is bad, Dundee Contemporary Arts, Dundee
- 1999: Christine Borland, Galerie Eigen + Art, Berlin
- 2000: Spirit Collection, Sean Kelly Gallery, New York City
- 2000: Treasury of Human Inheritance, Galeria Toni Tàpies, Barcelona
- 2000: New Commissions, Royal Armouries, Leeds
- 2000: Christine Borland, Galerie cent 8, Paris
- 2001: Nephila-Mania, Fabric Workshop & Museum, Philadelphia
- 2001: Christine Borland, Art Gallery of York University, Toronto; Contemporary Arts Museum, Houston
- 2001: Hoxa Sound, “The Constant Moment” Site Specific Project, Orkney
- 2001: Christine Borland, Lisson Gallery, London
- 2001: Fallen Spirits, Anna Schwartz Gallery, Australien
- 2002: Christine Borland, Contemporary Art Museum, Houston
- 2002: To be Set and Sown in The Garden, Permanent Sculpture Commission, Glasgow University, Glasgow
- 2002: Christine Borland Survey, Presentation of projects, Kunstverein München
- 2002: Significant Notes, Aarhus Kunstforening af 1847, Aarhus
- 2002: Dragon Doll, Glasgow Print Studio, Glasgow
- 2003: An Hospital, Mount Stuart, Bute
- 2003: Take All the Time you Need, Dunkers Kulturhus, Helsingborg
- 2004: Conservatory, Centre for Contemporary Art of South Australia, Adelaide; Anna Schwarz Gallery, Melbourne
- 2004: Simulated Patient, Lisson Gallery, London
- 2005: Repeat Pattern, Dick Institute Museum, Kilmarnock
- 2006: Selected Preserves, Galeria Toni Tàpies, Barcelona
- 2006: Preserves, Fruitmarket Gallery, Edinburgh
- 2007: Preserves, The Collection, Lincoln
- 2007: With Practice, Newlyn Art Gallery, Cornwall
- 2007: Simmern, Public Project, Künstlerhaus Bregenz, Bregenz
- 2009: SimBodies & NoBodies, Ormeau Baths Gallery, Belfast
- 2009: The Unknown Girl (Commission for permanent work) St Olaf Collage, Northfield, Minnesota
- 2009: Air Heads (Commission for permanent work) Norwich Castle Museum (& touring)
- 2010: Cast From Nature, Glasgow Sculpture Studios, Glasgow
- 2010: SimBodies & NoBodies Galeria Toni Tàpies, Barcelona
- 2010: Simba Loop Video Fair, Hotel Barcelona, Barcelona
- 2011: Cast From Nature, Camden Arts Centre, London
- 2012: Divine Imperfect, Pier Arts Centre, Orkney
- 2013: Daughters of Decayed Tradesmen (mit Brody Condon) Edinburgh Art Festival Commission, Edinburgh
- 2014: Support Structure, (permanent public sculpture commission) Whitworth Gallery, Manchester
- 2015: Circles of Focus, CCA, Glasgow (mit Brody Condon)
- 2016: Positive Pattern, Pittenweem Arts Festival, Pittenweem, SchottlandCircles of Focus; The Fall Experiment Stroom den Haag, Niederlande (mit Brody Condon)
- 2017: Common Groin, Timespan, Helmsdale, Schottland
- 2018: I Say Nothing, Glasgow Museums, Art Fund & 14 - 18 NOW WW1 Centenary Art Commission, Kelvingrove Art Gallery & Museum, Glasgow, Schottland
- 2018: to The Power of Twelve, Mount Stuart, Bute, Schottland
- 2018: Wrong Right Hand, Patricia Fleming Projects, Glasgow
- 2019: Flax, On-going research Project, Deveron Projects, Huntly, Schottland
- 2020: Artist’s Residency, RBGE, Edinburgh, Schottland

## Gruppenausstellungen (Auswahl)
- 1990: Self Conscious State, Third Eye Centre, Glasgow
- 1990: Once Supported But Now Removed, Collective Gallery, Edinburgh
- 1990: Human Being, Sites/Positions, Glasgow
- 1991: Kunst Europa, Kunstverein Karlsruhe
- 1991: Speed, Transmission Gallery, Glasgow
- 2004: Designer Bodies: Towards the Posthuman Condition, Stills Gallery, Edinburgh
- 2015: Forensics, The Anatomy of Crime, The Wellcome Collection, London
- 2016: Devil’s in the Making GOMA, Glasgow
- 2016: Nightfall. Gothic imagination since Frankenstein, Musée d'art et d'histoire, Genua
- 2016: The Scottish Endarkenment: Art and Unreason 1945 to the Present, The Dovecot Gallery, Edinburgh,
- 2016: Transparency, Yorkshire Sculpture Park, England
- 2016: That Which Remains, Mount Stuart, Isle of Bute, Schottland
- 2017: Transparency, Walker Art Gallery, Liverpool Museums, England
- 2018: Strange Foreign Bodies, Hunterian Gallery, Glasgow University
- 2018: NOW 3, Scotland Scottish National Gallery of Modern Art (Modern 1) Edinburgh,
- 2019: Women Power Protest, Birmingham Museums & Art Gallery
- 2020: Infinite Sculpture: from the antique cast to the 3d scan, Beaux-Arts de Paris, France  & Calouste Gulbenkian Museum, Lissabon

## Werke in öffentlichen Sammlungen (Auswahl)
- Phantom Twins, The Tate Gallery, London
- English Family China, Museums of Liverpool
- A Treasury of Human Inheritance, The Wellcome Collection, London
- Positive Pattern & Spirit Collection, The Scottish National Gallery of Modern Art
- L’Homme Double, The Museum für Gegenwartskunst, Zürich
- Winter Garden & The Velocity of Drops, The Centre for Contemporary Art, Sydney, Australia
- Bullet Proof Breath, The Fabric Workshop & Museum, Philadelphia
- SimBodies, The Arts Council of England Collection
- The History of Plants According to Women, Children and Students, The Government Art Collection
- Small Objects That Save Lives, Scottish Parliament, Art Collection
- Our Village, Their Town, The British Council Collection
- A Treasury of Human Inheritance, Mendel’s Monastery, Brno, Tschechische Republik
- From Life (Berlin), Les Musées d'Annecy, Frankreich
- From Life, The Berardo Collection Museum, Belém, Lissabon